# GJ 1279
GJ 1279 is een oranje dwerg met een spectraalklasse van K6V. De ster bevindt zich 48.39 lichtjaar van de zon.